# Herkuleseisvogel
Der Herkuleseisvogel (Alcedo hercules) auch Herkules-Eisvogel ist ein asiatischer Eisvogel.

## Merkmale

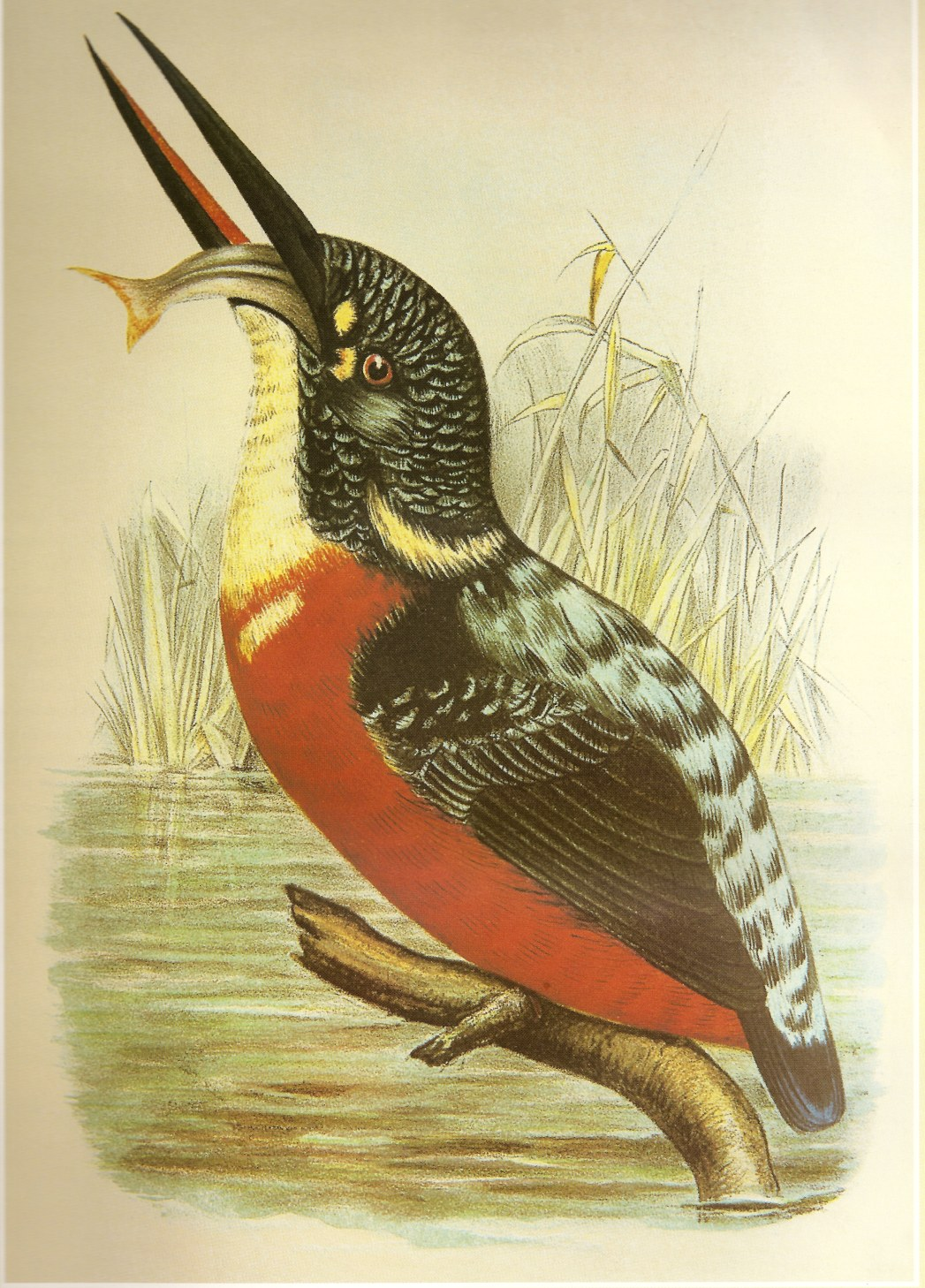
Herkuleseisvogel, Illustration

Der 22 cm lange Herkuleseisvogel ist der größte Vertreter der Gattung Alcedo. Er ähnelt dem europäischen Eisvogel (Alcedo atthis). Aufgrund des Größenunterschieds sind diese beiden Arten leicht zu unterscheiden. Der Herkuleseisvogel ist durch einen ultramarin-blauen Kopf, dunkelblaue Flügeloberseiten und eine weiße Kehle gekennzeichnet. Brust, Bauch und Flügelunterseiten haben eine rötliche Färbung. Wie auch beim europäischen Eisvogel haben die Männchen einen komplett schwarzen Schnabel, die Weibchen haben einen roten Unterschnabel.

## Vorkommen
Der Herkuleseisvogel kommt an Flüssen meist höhergelegener Regenwälder (625 bis 1000 m Höhe) in Südostasien vor. Sein Verbreitungsgebiet erstreckt sich von Sikkim am Himalaya bis zur Insel Hainan in Südost-China.

## Verhalten und Nahrung
Der Herkuleseisvogel ist ein Ansitzjäger und ernährt sich von kleinen Fischen und von Insekten.